# Gromada – Rolnik Polski
Gromada – Rolnik Polski – polskie czasopismo społeczno-polityczne wydawane w latach 1952–1995 i 2008.
Powstało z połączenia dwóch czasopism: „Gromada” (wydawana od 1949 przez KC PZPR) i „Rolnik Polski” (gazeta Związku Samopomocy Chłopskiej wydawana od 1947 przez Spółdzielnię Wydawniczą „Czytelnik”). Miało siedzibę przy ul. Smolnej 12 w Warszawie.

## Opis
Pierwszy numer czasopisma wydano z datą 1 czerwca 1952. Czasopismo ukazywało się trzy razy w tygodniu, wydawcą była Robotnicza Spółdzielnia Wydawnicza „Prasa”, później Warszawskie Wydawnictwo Prasowe RSW „Prasa-Książka-Ruch”. Wydawane w Warszawie, czasopismo było przeznaczone dla mieszkańców wsi, przy czym wydawano kilka mutacji regionalnych: B (Białystok i Olsztyn), K (Kielce i Lublin), Kr (Kraków i Rzeszów), P (Poznań, Bydgoszcz i Zielona Góra), Śl (Śląsk), Wb (Wybrzeże). W 1995 zawieszono działalność z powodu problemów finansowych.
W 2008 czasopismo zostało wznowione jako dwutygodnik przez Fundację Rozwoju Wsi i Rolnictwa im. Norberta Aleksiewicza, redaktorem naczelnym została Grażyna Śpiewakowska-Rodiuk. Wydano jeden numer. W roku 2018 Fundacja została postawiona w stan likwidacji.